# Beate Sturm
Beate Sturm. Nacida el año 1950, en Alemania. Fue una militante por muy poco tiempo de la Fracción del Ejército Rojo.
Sturm era estudiante de Física y protegida de Holger Meins y se unió a la Banda Baader Meinhof, a finales de 1970 y al igual que Meins estaba cansada de los hostigamientos policiales. Posteriormente declaró que estaba tratando de recrear el mundo excitante de las películas norteamericanas. Durante su tiempo con la banda, Sturm fue utilizada para comprar ropa y artículos necesarios para la organización en las tiendas, porque según la opinión de sus compañeros tenía un aspecto demasiado "burgués".  El 20 de diciembre de 1970,  Sturm estuvo a punto de ser detenida cuando viajaba por Oberhausen con Karl-Heinz Ruhland y Ali Jansen cuando su vehículo fue detenido por la policía. Ruhland fue arrestado pero ella logró escapar en el carro con Jansen.
Un mes después en enero de 1971, Sturm estaba chequeando bancos en Kassel cuando decidió no seguir viviendo bajo la vida del crimen. Ella llamó a su hogar y posteriormente dejó la banda sin técnicamente haber cometido ningún delito. Luego, proveyó a la Policía federal información detallada sobre los trabajos y estructura de la organización. Su seudónimo era Jutta.